# Lygosoma mafianum
Espèce
Statut de conservation UICN

 EN B1ab(iii) : En danger
Lygosoma mafianum est une espèce de sauriens de la famille des Scincidae.

## Répartition
Cette espèce est endémique des îles Mafia et Kisuju en Tanzanie.

## Étymologie
Cette espèce est nommée en référence au lieu de sa découverte : l'île de Mafia.

## Publication originale
- Broadley, 1994 : A review of Lygosoma Hardwicke and Gray 1827 (Reptilia Scincidae) on the East African Coast, with the description of a new species. Tropical Zoology, vol. 7, no 1, p. 217-222 (texte intégral).